# Powiat Kitamuro
Powiat Kitamuro (jap. 北牟婁郡 Kitamuro-gun) – powiat w Japonii, w prefekturze Mie. W 2024 roku liczył 13 465 mieszkańców.

## Miejscowości
- Kihoku